# زينا غاريسون
زينا غاريسون (بالإنجليزية: Zina Garrison)‏ مواليد 16 نوفمبر 1963 في هيوستن، هي لاعبة كرة مضرب أمريكية سابقة وكانت تلعب باليد اليمنى بدأت مسيرتها كمحترفة عام 1982، اعتزلت اللعب في 1997. كما أنها إحدى بطلات الجراند سلام. أعلى تصنيف لها في الفردي كان المركز الـ 4 في سنة 1989. سبق أن شاركت في دورة الألعاب الأولمبية الصيفية وفازت بميدالية أولمبية.

## بطولات حققتها
- بطولة ويمبلدون
- بطولة أستراليا المفتوحة للتنس

## روابط خارجية
- زينا غاريسون على موقع رابطة محترفات التنس (الإنجليزية)
- زينا غاريسون على موقع الاتحاد الدولي لكرة المضرب (الإنجليزية)
- زينا غاريسون على موقع كأس بيلي جين كينغ (الإنجليزية)
- زينا غاريسون على موقع خلاصة التنس.كوم (الإنجليزية)
- زينا غاريسون على موقع إي إس بي إن.كوم (الإنجليزية)
- زينا غاريسون على موقع اللجنة الأولمبية الدولية (الإنجليزية)
- زينا غاريسون على موقع أوليمبيديا (الإنجليزية)